# Liliana Vitale
Liliana Vitale (Villa Adelina; 3 de marzo de 1959) es una música y compositora argentina.

## Trayectoria
En 1973, formaron un cuarteto con su hermano Lito Vitale y los hermanos Babú y Miguel Cerviño. Realizaron un recital de música en el auditorio San Isidro.
En 1974, presentó ―en el teatro Santa María del Buen Ayre (en el Barrio Norte de Buenos Aires)― la cantata profana Saturno, creada y producida por ella, Lito y el cantautor Alberto Muñoz.
De esa manera ―en un marco de relativa libertad democrática desconocida en Argentina― formaron la cooperativa de música MIA (siglas de Músicos Independientes Asociados) junto con otros jóvenes colegas músicos vecinos del partido de San Isidro (en el Gran Buenos Aires).
Crearon el sello independiente Ciclo Tres, con el que grabaron y publicaron los discos Transparencias (1976), Mágicos juegos del tiempo (1977), Cornonstípicum (1978) y Conciertos (1979, álbum triple grabado en vivo).
Pocos años después, MIA era popular en los ambientes de rock progresivo a fines de los años setenta (ya durante la sangrienta dictadura militar).
Otros músicos arrancaron a través de MIA, incluyendo a:
- Andrea Álvarez,
- Nono Belvis,
- Daniel Curto,
- Juan del Barrio,
- Roxana Kreimer,
- Carlos Melero,
- Gustavo Mozzi,
- María Pita,
- Emilio Rivoira,
- Luis Samolski,
- Esther Soto,
- Perla Tarello,
- Mex Urtizberea y
- Rubens Vitale,

En 1980, MIA fue la banda de apoyo en los recitales del multiinstrumentista y compositor brasileño Egberto Gismonti (1947–), en su primera visita a Argentina. Verónica Condomí y Liliana Vitale cantaron junto con él algunas canciones de los discos Circense y Frevo (ambos de 1980).
Entre 1986 y 1988 realiza recitales junto con
- Adrián Abonizio (cantautor rosarino),
- Jorge Cumbo,
- Juan Falú (músico folclórico).
- Jorge Fandermole (cantautor y poeta rosarino),
- Leo Maslíah (pianista y compositor humorístico uruguayo) y
- el trío Vitale-Baraj-González.

En 1989 se fue a vivir a la importante ciudad argentina de ciudad de Córdoba ―a 700 km al noroeste de Buenos Aires―, donde se presentaba regularmente en pequeños pubs.

En 1995 volvió a la ciudad de Buenos Aires y grabó el disco Mujer y argentina, que recibió el premio ACE.
En 1996 arma un nuevo grupo y graba otro disco con temas propios: El beneficio de la duda.
En 2002 recibió el premio Clarín a la «figura de la música popular». Ese mismo año la revista Rolling Stone la elige como «mejor cantante femenina».

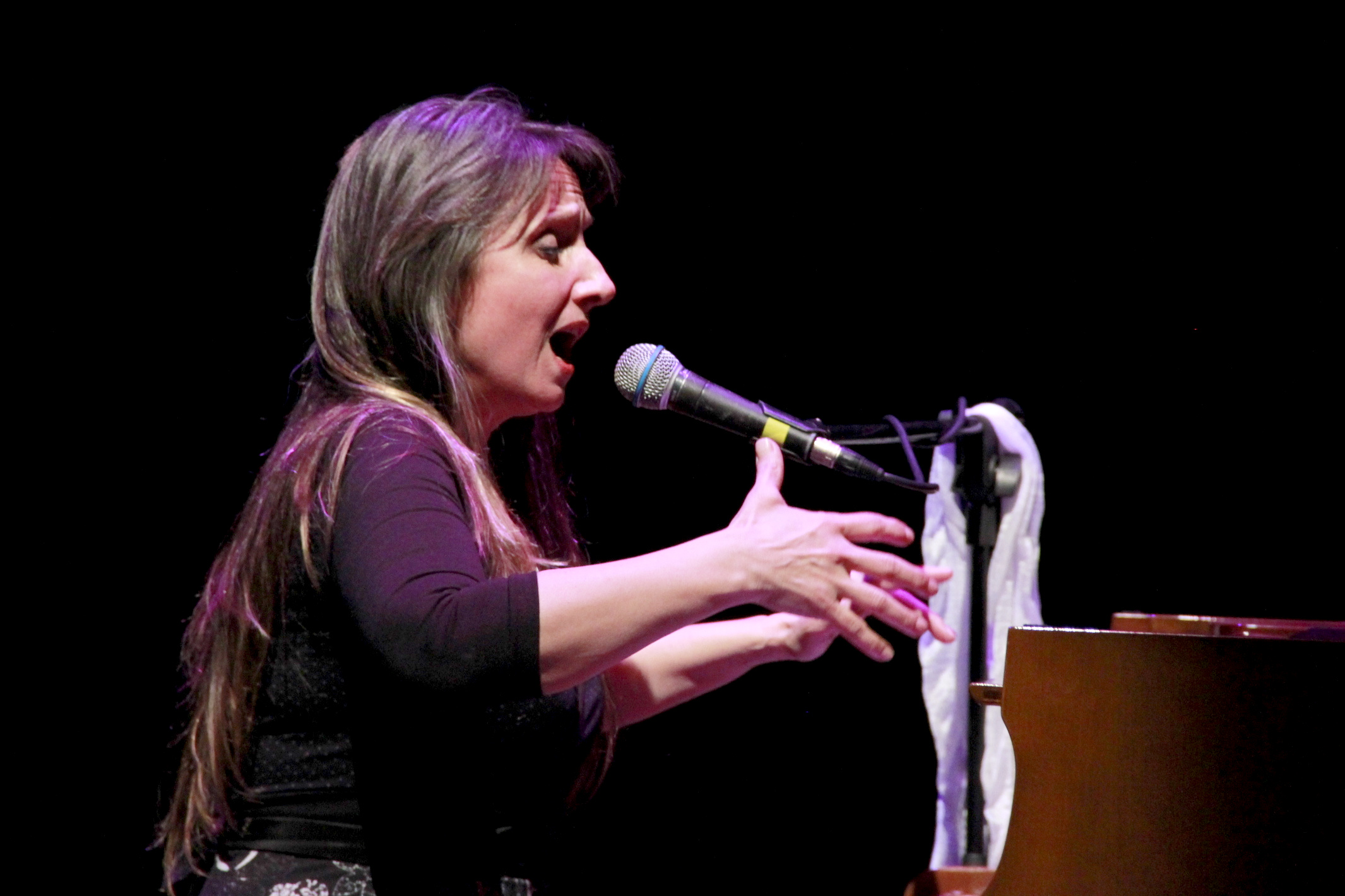
Presentación en 2013

En 2007 participó en el disco de su hermano Lito Vitale en la composición de varias canciones.
En junio de 2010 volvieron a compartir escenario con Condomí en el espectáculo Humanas - voces
Presentaron su disco Humanas - voces en varias ciudades argentinas
Liliana Vitale ha sido cuñada de Verónica Condomí y por parte de ella y de su hermano Lito es tía de Mariela Vitale más conocida  por el nombre artístico de Emme.
El 25 de mayo de 2014 formó parte de los festejos por el aniversario de la Revolución de Mayo, en el marco del show "Somos Cultura" del Ministerio de Cultura de la Nación.

## Discografía
Liliana Vitale ha publicado varios discos:

### «Danzas de Adelina» (1981)
Obras vocales contrapuntísticas de su autoría; a dúo con Verónica Condomí.

### «Camasunqui» (1984)
A dúo con Verónica Condomí.

### «Mamá, deja que entren por la ventana los siete mares» (1985)
Primer disco como intérprete solista. Compuesto en parcería con Alberto Muñoz, con Bernardo Baraj como músico invitado.

### «Recopilación» (1989)
- Lanzado el 30 de noviembre de 1989.

1. Mamá, deja que entren por la ventana los siete mares (04' 05).
2. A esos gallos (03' 29).
3. Ángel de mañana (02' 42).
4. Copla anónima para Antonio del Medio (05' 04).
5. Cuando seas de mí (05' 47).
6. La burra calma (02' 45).
7. Atada en los espejos, Elena se peinaba (03' 37).
8. Cuando se ponga mansa la luna (03' 36).
9. Imagínate que te levantas de la cara (03' 39).
10. Aria para Don Juan L. (03' 49).
11. La última jirafa (03' 05).
12. Tu laberinto (04' 16).
13. Corre, corre corderito (03' 05).
14. Canción de amor para marea y tambor (02' 35).
15. Pasaron cuervos (03' 52).
16. Óleo de mujer con sombrero (04' 51).
17. Ahí mar nomás (03' 48).
18. Días de la luna (05' 27).

### «Mujer y argentina» (1994)
- Lanzado el 30 de noviembre de 1994.
- Este disco será nominado al Premio ACE como «mejor álbum de tango».[2]

1. Mara (01' 17).
2. Carabelas de la nada (02' 46), canción de Fito Páez.
3. Yira yira (02' 36), tango.
4. El último café (04' 47), tango.
5. A un semejante (04' 03).
6. Hermano te estoy hablando (04' 25).
7. Viernes 3 AM (04' 26), de Charly García.
8. Laura va (03' 19), canción de Luis Alberto Spinetta.
9. Malena (03' 44), tango.
10. Malevaje (03' 03), tango.
11. Martirio (05' 44), tango.
12. Chau no va más (05' 09), tango
13. Hoy nací (02' 29).
14. El alazán (05' 28), folclor de Atahualpa Yupanqui.

### «El beneficio de la duda» (1995)
- Producción musical y acompañamiento en teclados de su hermano Lito Vitale.[3]
- Lanzado el 30 de noviembre de 1995.

1. Primer canto comechingón (01' 18).
2. El beneficio de la duda (03' 11).
3. Viajo sola (05' 42).
4. Atonal (El amor) (03' 58).
5. Poder acción vidalita (05' 20).
6. Volver a la sensación (03' 39).
7. De la canela (04' 06).
8. No creo en los planes (03' 47).
9. La valentía de Bárbara (03' 40).
10. Las mujeres fuertes (01' 32).
11. Desaparecer en el amor (06' 10).
12. Poema de Matias Lozada (03' 07).
13. Llueve con sol (05' 32).
14. Títulos (02' 09).

### «La vida en los pliegues» (2002)
Obra basada en los poemas del escritor belga Henri Michaux. Grabado en 1990, pero se lanzó a la venta doce años después por cuestiones de copyright de las obras.
- Este disco recibirá el premio Gardel al «mejor álbum de canción contemporánea».[2]

### «Siete cielos» (2003)
- Obra coral para siete voces, en siete movimientos. El disco incluía la reproducción de siete pinturas de Alejandra Fenocchio.
- Recibió el premio Gardel al «mejor álbum de música clásica».[2]

### «Al amparo del cielo» (2005)
Canciones argentinas ―la mayoría propias― con percusión latinoamericana.